# Novelda
Novelda é um município da Espanha na província de Alicante, Comunidade Valenciana. Tem 75,7 km² de área e em 2021 tinha 25 611 habitantes (densidade: 338,3 hab./km²).

## Demografia
| Variação demográfica do município entre 1991 e 2004 | Variação demográfica do município entre 1991 e 2004 | Variação demográfica do município entre 1991 e 2004 | Variação demográfica do município entre 1991 e 2004 |
| --------------------------------------------------- | --------------------------------------------------- | --------------------------------------------------- | --------------------------------------------------- |
| 1991                                                | 1996                                                | 2001                                                | 2004                                                |
| 22026                                               | 23188                                               | 24800                                               | 25653                                               |